# Консумація (розважальний бізнес)

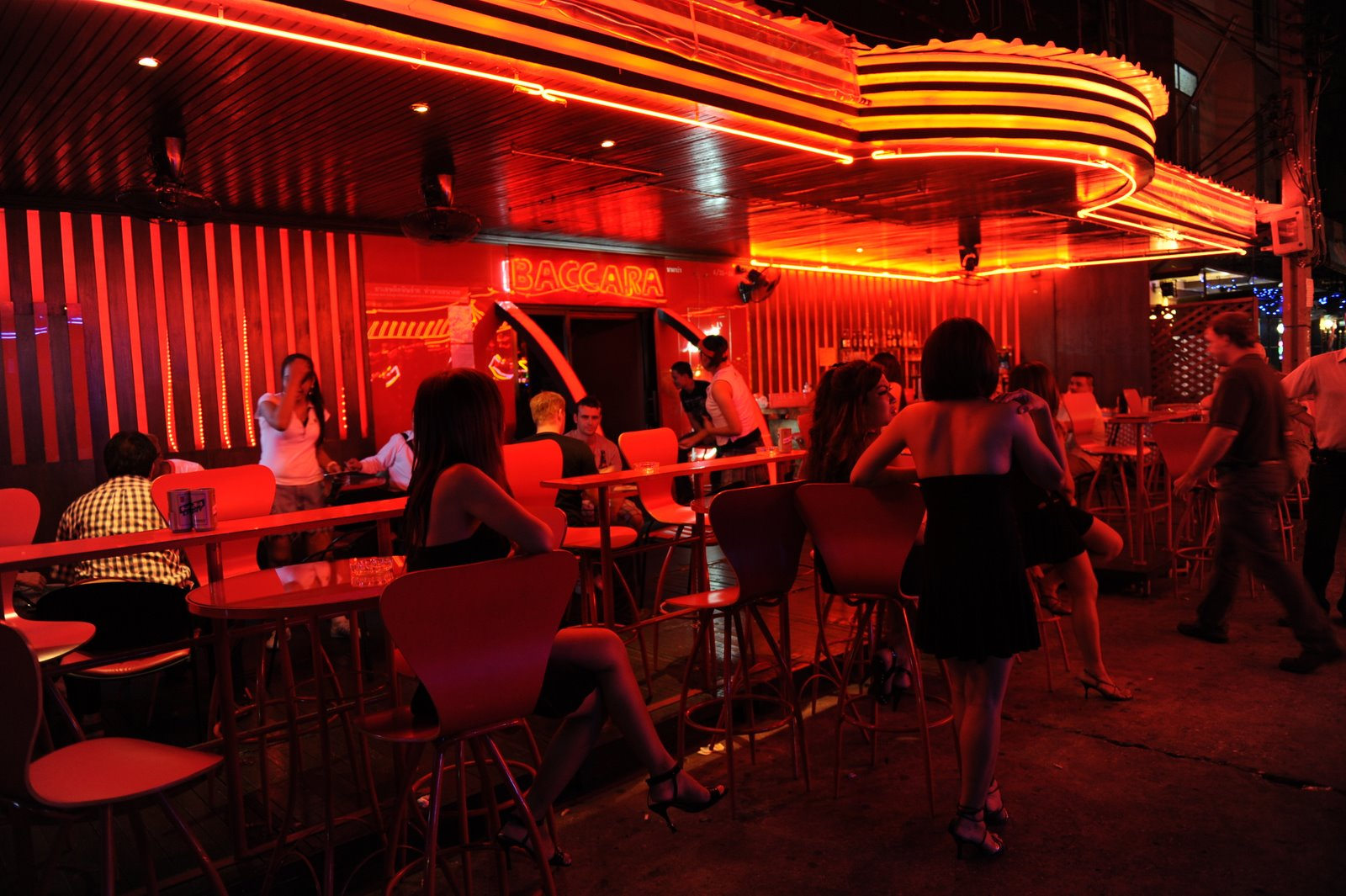
Ґоу-ґоу бар в Бангкоку, Таїланд

Консумація (від лат. consumo — «споживаю») — це супровід гостя в розважальному закладі, найчастіше ресторані, барі або клубі, коли спеціальний працівник або працівниця обслуговує клієнта: розмовляє з ним, пропонує напої. Від замовлень така людина отримує свій відсоток. Консумація не передбачає інтимних послуг або сексу.
В англійській мові існує термін bar-girl, скорочено b-girl, (букв. «барна дівчина»), або juicy girl (букв. «соковита дівчина») на позначення жінок, яким платять за розважання відвідувачів у барі чи нічному клубі. Точний характер розваг значно відрізняється від місця до місця. «Барні дівчата» зазвичай отримують або відсоток, або фіксовану суму за напої, які купують їхні клієнти. Їм також можуть надавати квоту безкоштовних напоїв. Іноді заклад відраховує з заробітку кошти, якщо надає їжу та проживання.

## Види консумації

### За формою взаємодії
- Пасивна. У пасивній формі консумації працівниця (працівник) не підходить до клієнтів самостійно, а чекає, поки її оберуть гості або персонал підсадить її до клієнтів. Вибір працівниці в цьому випадку, як правило, базується на зовнішності.
- Активна. Активна консумація дозволяє працівниці (працівнику) самій підходити до клієнтів, ініціювати розмову, пропонувати компанію та ділитися історіями. Нерідко клієнти в клубах самі очікують, що їм запропонують компанію.
- Змішана. Змішана консумація поєднує активний і пасивний підходи: працівниця (працівник) може самостійно підходити до клієнтів, а персонал допомагає у взаємодії[8].

### За ступенем свободи
- Відкрита. Дії та місцезнаходження працівниці (працівника) в позаробочий час не контролюються. Єдиною вимогою є вчасний прихід на роботу.
- Закрита. Працівниця (працівник) не може вільно пересуватись навіть в позаробочий час. Запровадження обмежень на переміщення зазвичай пояснюється заходами безпеки[8].

### За типом напоїв
- Алкогольна. У роботі на консумації може вимагатися вживання алкогольних напоїв.
- Безалкогольна. Клієнт може платити за алкогольні коктейлі для себе, але працівниця (працівник) п'є безалкогольні напої[8].

## Примусова консумація
Примусова консумація — це форма трудової експлуатації, яка полягає в примушенні до консумації потерпілих від торгівлі людьми.

## За територіями

### Азія
У Східній та Південно-Східній Азії поширена практика так званого «барного штрафу» (bar fine), який клієнт сплачує закладу і заклад відпускає дівчину з клієнтом, як правило, для надання йому сексуальних послуг.

#### Китай
У 21 столітті в Китаї поширились нічні клуби, де працюють «барні дівчата», інколи займаючись проституцією.

### США
У США «барними дівчатами» називали жінок, яким заклад платив за те, щоб вони розмовляли з клієнтами-чоловіками та заохочували їх купувати їм обом напої. При цьому напої дівчат часто були розбавлені або безалкогольні, щоб зменшити витрати бару і мінімізувати вплив алкоголю на дівчат. Найбільшого поширення практика набула в 1940-х і 1950-х роках. Нерідко барні дівчата займались проституцією. Сьогодні робота «барною дівчиною» заборонена в багатьох штатах, проте все ще має місце.

## В масовій культурі
- Мерилін Монро була номінована на премію «Золотий глобус» за роль у фільмі «Автобусна зупинка» (1956), де героїня Монро, Шері, яка працює у закладі, випиває чотири склянки замовленого її супутником віскі, перш ніж він зрозумів, що насправді їй приносили чай[18].